# Theodor W. Hänsch
Theodor Wolfgang Hänsch (Heidelberg, Alemanya, 1941) és un físic i professor universitari alemany guardonat amb el Premi Nobel de Física l'any 2005.

## Biografia
Va néixer el 30 d'octubre de 1941 a la ciutat de Heidelberg, situada a l'estat alemany de Baden-Württemberg. Va estudiar física a la Universitat de Heidelberg, i després de realitzar el doctorat fou professor de física a la Universitat Stanford entre 1975 i 1986, on tingué, entre altres alumnes, Carl Wieman.
Actualment, és director de l'Institut Max Planck d'òptica quàntica i professor de física experimental i espectroscòpia làser a la Universitat Ludwig-Maximilians de Múnic.

## Recerca científica
L'any 1970, va desenvolupar un nou tipus de làser que va generar pulsacions lleugeres amb una resolució espectral extremadament alta, per la qual tots els fotons emesos del làser tenien gairebé la mateixa energia, generant així una precisió d'una part per milió. Usant aquest dispositiu, va tenir èxit per a amidar la freqüència de la transició de la línia de Balmer de l'hidrogen actiu amb una precisió molt més alta que no pas anteriorment s'havia aconseguit. Durant els últims anys 90, al costat dels seus companys de treball, va desenvolupar un nou mètode per a mesurar la freqüència de la llum làser a una precisió fins i tot més alta que abans. Posteriorment, aconseguí mesurar la línia de Lyman de l'hidrogen actiu a una precisió extraordinària, d'una porció en centenars de trilions.
L'any 2005, fou guardonat amb la meitat del Premi Nobel de Física, juntament amb el físic nord-americà John L. Hall, "per les seves contribucions al desenvolupament de l'espectroscòpia de precisió basada en làser". L'altra meitat del premi fou atorgada al físic Roy J. Glauber, per la seva contribució a la teoria quàntica de coherència òptica.